# Phragmipedium tetzlaffianum
Phragmipedium tetzlaffianum é uma espécie de orquídea terrestre, família Orchidaceae, que habita a Venezuela.